# Süchtig – Protokoll einer Hilflosigkeit
Süchtig – Protokoll einer Hilflosigkeit ist ein Langzeit-Dokumentarfilm und begleitet das Leben der drogensüchtigen Tanja H. von ihrem 15. Lebensjahr bis zu ihrem Tod mit 29 Jahren. Im Lauf der Zeit entstanden mehrere Versionen des Films. Die ersten Aufnahmen wurden 1990 gemacht, die letzten 2003. Die Autorin gab zu dem Film ein Buch mit demselben Titel heraus.

## Entstehung des Films
Am 28. Dezember 1989 setzte sich Tanja den ersten Schuss Heroin. Neun Monate später starb sie beinahe an einer Überdosis. Kurz danach begannen die Autorin Sabine Braun und ihr Kameramann Jens Hamann einen Dokumentarfilm über Tanjas Leben zu planen. Anlass war ein Zeitungsartikel unter der Überschrift „Mit 13 schon süchtig.“ Im Januar 1990 fand der erste Drehtag statt. 1992 wurde die erste Version des Films von der ARD ausgestrahlt, 2001 eine Version mit der bisherigen Dokumentation über elf Jahre.

## Inhalt des Films
Über die Kindheit schweigt die Dokumentation sich weitgehend aus. Tanja lebt mit ihrer Mutter und ihren Geschwistern in Hamburg. Die Familienverhältnisse sind problematisch und von Alkoholproblemen überschattet.
Das junge Mädchen ist jedoch zunächst noch nicht von der Droge gezeichnet. Es macht fast immer einen fröhlichen, gut gelaunten, ja geradezu lebenshungrigen Eindruck. Tanja ist attraktiv und weiß darum, und sie glaubt, alle Probleme in den Griff zu bekommen. Noch herrscht die Einstellung vor, jederzeit aufhören zu können, und nur selten wird eine tief sitzende Unsicherheit bemerkbar. Zwar hat Tanja bereits mehrmals in Untersuchungshaft gesessen, doch die Autorin geht davon aus, dass Tanja ihre Drogenprobleme überwinden wird, und es ist geplant, den Weg aus der Abhängigkeit zu dokumentieren. Auch die Familie gibt sich optimistisch.
Doch Tanja kann sich nicht aus der Abwärtsspirale befreien. Zur Finanzierung der Drogen geht sie „anschaffen“, und um diese Tätigkeit zu ertragen, steigert sie den Drogenkonsum. Sie versucht sich zu befreien, indem sie auf Diebstahl und Drogenhandel umsteigt. Sie kommt dadurch immer häufiger mit dem Gesetz in Konflikt. Entzugsversuche bleiben vergeblich, ebenso der Beistand von Mutter und Geschwistern. „Sie muss es selbst wollen,“ sagt die Mutter, doch niemand weiß, wie das dauerhaft zu erreichen ist.
Irgendwann ist die Zeit der Bewährungsstrafen vorbei. Tanja muss mehrfach in Haft. In dieser Zeit erholt sie sich körperlich und vermeintlich auch seelisch. „Ich bin härter geworden,“ sagt sie, als sie nach einer Entlassung nach ihrem Befinden, ihren Gedanken und Gefühlen gefragt wird. Optimismus und Pessimismus wechseln einander ab. Sie will ihr Leben und sich selbst endlich in den Griff bekommen, aber dann sagt sie wieder: „Ich weiß das jetzt schon. Bei der ersten Gelegenheit fange ich wieder damit an.“
Weitere Entzugsprogamme folgen. Tanja bekommt jahrelang das Medikament Polamidon, ein Medikament zur Heroinsubstitution, aber die Lebenskrise ist nicht bewältigt, und so nimmt Tanja zusätzliche Rauschmittel um, die noch Wirkung erzielen, vor allem Kokain. Irgendwann ist ein Punkt erreicht, an dem sie sich selbst verabscheut. Der Körper ist ruiniert. Die wenigen verbliebenen Zähne taugen nicht mehr zum Kauen. „Ich seh aus wie 'n Zombie hoch drei. Wenn ich 'n Mann wäre, ich würde mich mi'm Arsch nicht mehr angucken,“ sagt sie, und versucht selbst bei dieser verzweifelten Aussage noch zu lachen.
Während des Gefängnisaufenthalts erhält sie neue Zähne, gewinnt einen Teil ihrer ehemaligen Attraktivität zurück, erholt sich auch körperlich und schöpft daraus Kraft für das Leben „draußen“, doch die Hoffnung ist vorbei. Tanja ist längst HIV-positiv und sieht keinen dauerhaften Ausweg. Manchmal wohnt sie bei älteren Männern, die behaupten, sie zu lieben. Doch mit dem Thema hat Tanja abgeschlossen, und sie würde jederzeit ausziehen, wenn sie denn wüsste wohin.
Nach einer Haftentlassung hat Tanja genug von der dokumentarischen Begleitung und lässt kaum noch Begegnungen zu. Ein halbes Jahr später bricht sie den Kontakt zum wiederholten Male ganz ab.
Wiederum ein halbes Jahr später gibt es neue Hoffnung. Tanja ist verliebt. Außerdem hat sie einen Arzt gefunden, der ihr trotz aller bisherigen Fehlschläge wieder Polamidon verschreibt. Tanja lässt den Kontakt zur Autorin wieder zu, und nach einer Haftentlassung singt sie voller Vorfreude: „Du bist mein Stern.“
Der Absturz 2003 ist hart. Der Mann (Martin), mit dem sie offenbar über Jahre hinweg eine vertraute Beziehung hatte, war an Krebs gestorben. Zum ersten Mal darf die Kamera Tanjas Tränen zeigen.
Im September 2003 bricht Tanja bei einem Arztbesuch zusammen und stirbt in der Nacht vom 5. auf den 6. Oktober.

## Auszeichnungen
- Deutscher Sozialpreis 2005 in der Sparte Fernsehen

„Die ausgezeichneten Arbeiten überzeugen durch Relevanz des Themas, Allgemeinverständlichkeit und ihre Attraktivität der Darstellung. Vor allem die Wirkung der Beiträge auf das gesellschaftliche Bewusstsein, ihre Anregung zu einer breiten Diskussion machen sie zu verdienten Gewinnern des Deutschen Sozialpreises“

## Verfügbarkeit
Der Film wurde einige Jahre lang etwa einmal pro Jahr ausgestrahlt, meistens in einem oder mehreren dritten Programmen des öffentlich-rechtlichen Fernsehens. Der WDR gibt Kopien gegen eine Gebühr von etwa 130 Euro heraus.